# エクスプレッション (MIDI)
エクスプレッション(Expression)はMIDIのコントロールチェンジのひとつ。0～127の値を使用することができ、0が音量0%(音量無し)、127が音量100%(最大)となる。また、メイン・ヴォリューム (Ctrl 7)も同様のはたらきであるが、一般的にはメイン・ヴォリュームはあまり曲中で変化させることが無く、各チャンネルの音量を決めるときや、MIDIをフェードイン、フェードアウトさせるときに使用されることが多い。また、シンセサイザによってはこの値によって波形を変化させることがある。また、エクスプレッションは、アーティキュレーションを実現するために使用されることが多い。
| コントロールチェンジ                                                                                    |
| --- |
| 連続可変系統 : #0 - #1 - #2 - #4 - #5 - #6 - #7 - #8 - #10 - #11 - #16 - #17 - #18 - #19                |
| #32 - #33 - #34 - #36 - #37 - #38 - #39 - #40 - #45 - #46 - #47 - #48                                   |
| スイッチ系統 ： #64 - #65 - #66 - #67 - #69 - #70 - #80 - #81 - #82 - #83 - #91 - #92 - #93 - #94 - #95 |
| 特殊系統 ： #96 - #97 - #98 - #99 - #100 - #101                                                         |
| モード・メッセージ (MIDI) ： #120 - #121 - #122 - #123 - #124 - #125 - #126 - #127                      |